# 18.º Ejército (Japón)

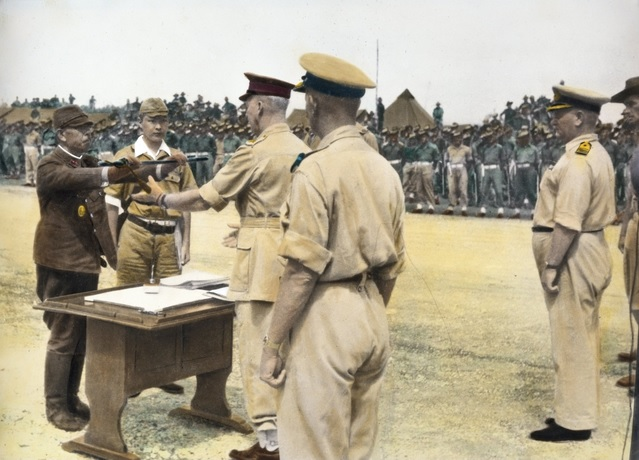
Soldados del ejército japonés

El 18.º Ejército japonés (第18軍 Dai-jyūhachi gun) fue un cuerpo de ejército del Ejército Imperial Japonés durante la Segunda Guerra Mundial.

## Historia
El 18.º Ejército japonés se formó el 9 de noviembre de 1942, bajo el mando del ejército japonés de la Octava Zona del Ejército Expedicionario del Sur para la tarea específica de hacer frente a los desembarcos de las fuerzas aliadas en la Nueva Guinea ocupada por Japón. Se componía de tres divisiones: la 20.ª, que se formó con hombres de Kyūshū, y las divisiones 41.ª y 51.ª, formadas en la región de Kantō.

### Campaña de Nueva Guinea
Ambas divisiones 20.ª y 41.ª llegaron a Nueva Guinea de manera segura. Sin embargo, la 51.ª división, incluidos el comandante del ejército, Hatazō Adachi y su equipo, fueron atacados por los aliados mientras se dirigían a Lae desde su base de suministros en Rabaul, en la batalla del Mar de Bismarck. Los ocho barcos de transporte y cuatro destructores fueron hundidos, con la pérdida de 3664 hombres, y solo 2427 hombres de la división fueron rescatados.
La Operación Cartwheel, fue un plan aliado implementado desde mediados de 1943, que cortó progresivamente las líneas de suministro entre Rabaul y las fuerzas japonesas de primera línea. Las derrotas clave incluyeron la retirada de la Armada Imperial Japonesa de la campaña de las Islas Salomón, seguida por los desembarcos en Nueva Bretaña, así como en Aitape y Hollandia, en abril de 1944.
Las fuerzas de Adachi se vieron gravemente afectadas por enfermedades tropicales como la malaria, el agotamiento por calor y la desnutrición durante la guerra, a pesar de los esfuerzos de Adachi para lograr una autosuficiencia plantando cultivos y dando prioridad a las raciones para los enfermos. Cuando las municiones comenzaron a escasear, muchos de los comandantes de campo japoneses recurrieron a las cargas Banzai, en lugar de rendirse.
Hacia el final de la guerra en septiembre de 1945, la mayoría de sus fuerzas habían sido aniquiladas. De los 140 000 hombres originales de Adachi, apenas 13 000 todavía estaban vivos cuando terminó la guerra. Los remanentes del 18.º ejército japonés se rindieron a la 6.ª división australiana en Cape Wom, junto a Wewak, Nueva Guinea. Fueron retenidos en la isla Mushu antes de ser devueltos a Japón.

## Lista de mandos
|                    | Nombre                          | Del                    | Al                   |
| ------------------ | ------------------------------- | ---------------------- | -------------------- |
| Comandante oficial | Teniente general Hatazō Adachi  | 9 de noviembre de 1942 | 15 de agosto de 1945 |
| Jefe de Estado     | Teniente general Kane Yoshihara | 9 de noviembre de 1942 | 15 de agosto de 1945 |